# 국화빵
국화빵은 반죽과 팥소를 이용하여 국화 모양의 틀로 구운 빵이다.
빵에 찍힌 무늬가 국화와 유사해서 생긴 이름이며, 타코야키처럼 반쪽만 있는 틀에서 굽는 것과 그냥 붕어빵처럼 만드는 것의 두 종류가 있다. 원래 팥을 주로 넣었지만, 요새는 꿀이나 땅콩, 호두를 첨가시키는 것도 있다.

## 같이 보기
- 풀빵
- 호떡
- 붕어빵